# Valašská liga
Valašská liga byla moravská skinheadská Oi! skupina pocházející z Valašského Meziříčí. Na troskách punkové skupiny Smrt mladého sebevraha ji založil kytarista Roman Morocz.

## Diskografie
- Valmez über alles (1992) - studiové album

Dále na internetu koluje záznam z nějakého koncertu roku 1989.

## Tvorba
Skupina měla ve svém repertoáru apolitické písně, např. Je to kurva den nebo Valmez über alles. Avšak texty Vina nebo Vzpamatujte se! pojednávají o polistopadovém zklamání. Skupina rovněž komentovala nárůst romské kriminality (Něco tu smrdí, Fotrům). 29. června 1991 skupina vystoupila na festivalu v Bzenci.
Někdy v roce 1992 (po nahrání studiového alba) opouští kapelu kytarista Roman Morocz. Po jeho odchodu se Valašská liga radikalizovala a vznikly tak písně jako Nový řád či Právo na svou zem, které jsou otevřeně nenávistné. Vyšly na kompilaci Skin's songs vol. 2 (1994) a ve stejném roce se kapela rozpadá definitivně.